# Хімія твердого тіла
Хі́мія твердо́го ті́ла — галузь науки, що вивчає твердофазний стан речовини, електронну, кристалічну структури та їх вплив на хімічні властивості твердих тіл та матеріалів, а також включає розвиток теорії та препаративних методів синтезу неорганічних кристалів, нових матеріалів, композитів.

## Загальна характеристика
Хімія твердого тіла — розділ фізичної хімії, який вивчає хімічні властивості і будову твердих тіл, реакції у твердих тілах, методи одержання твердих речовин. Історично хімія твердого тіла почалася з дослідження кристалів, зокрема дефектів у кристалах (розділ — хімія недосконалих кристалів). Важливий розділ хімії твердого тіла — термодинаміка твердого стану речовини, яка включає вчення про фазові перетворення і гетерогенну рівновагу. Хімія твердого тіла вивчає також кінетику хімічних реакцій у твердих тілах, кристалізацію, дифузію, топохімічні реакції (реакції на поверхні розділу фаз), хімія твердого тіла пов'язана з фізикою твердого тіла, кристалографією, мінералогією, фізико-хімічною механікою, механохімією, радіаційною хімією.

## Напрямки досліджень
- Синтез твердих речовин. Фізико-хімічні основи вирощування монокристалів. Твердофазний синтез (спікання), хімічне осадження з газової фази, плазмосинтез. Саморозповсюджуючий процес синтезу. Низькотемпературні процеси синтезу твердих тіл. Процеси утворення кристалів з рідини, газової фази; кінетика та механізм росту кристалів. Дослідження Т-Х, Р-Т та Р-Т-Х діаграм стану. Перетворення у твердому стані. Алотропічні перетворення. Процеси, які протікають зі зміною хімічного складу фаз. Реактивна дифузія.
- Тугоплавкі хімічні сполуки; карбіди, бориди, нітриди, силіциди, гідриди тощо, міжатомний зв'язок, будова, електронна та кристалічна структура, властивості. Металоподібні сполуки перехідних металів.
- Взаємна розчинність твердих тіл. Тверді розчини та їх кристалічна структура. Інтерметалічні сполуки. Фази змінного складу. Метастабільні фази.
- Хімічні процеси в низьковимірних структурах.
- Реальні кристали. Дефекти у твердих тілах, точкові дефекти, дислокації та їх вплив на хімічні процеси.
- Взаємодія твердих речовин з газами та рідинами. Процеси окиснення металів та керамічних матеріалів. Структура та склад продуктів взаємодії. Захисні покриття. Водневе насичення металевих речовин. Адгезія, змочування твердих тіл металевими та іонними розплавами при високих температурах. Хімія міжфазної взаємодії та капілярних явищ. Вплив середовища на фізико-хімічні властивості твердих тіл.
- Взаємодія твердих тіл між собою. Контактні реакції, контактне плавлення. Адгезія твердих тіл. Тертя та трибохімія. Механохімічні реакції.